# Gustav Zahnke
Gustav Zahnke (* 14. März 1908 in Berlin; † 25. April 1930 in Leipzig) war ein deutscher Schlosser und aktiv im kommunistischen Widerstand gegen den aufkommenden Nationalsozialismus.
Zahnke war ein arbeitsloser Schlosser aus dem Berliner Stadtteil Lichtenberg. Als Mitglied des kommunistischen Jugendverbandes nahm er im April 1930 am 5. Reichsjugendtag in Leipzig teil. Bei dem Versuch der Polizei, die Demonstration gewaltsam aufzulösen, wurde Zahnke von einer Kugel getroffen. Trotz seiner schweren Verwundung wurde er zunächst ins Leipziger Polizeipräsidium verbracht und erst später in ein Krankenhaus eingeliefert. Dort erlag er am 25. April 1930 seinen Verletzungen. Zahnkes Bestattung fand auf dem Zentralfriedhof Friedrichsfelde statt.
Nach Ende des Zweiten Weltkriegs erklärte der Magistrat von Berlin Zahnke zum Opfer des Faschismus. In den 1950er Jahren brachte man an Zahnkes ehemaligem Wohnhaus in der Margaretenstraße 9 eine Gedenktafel an. In Erinnerung an ihn wurde am 10. August 1962 im Neubaugebiet Fennpfuhl eine Straße nach ihm benannt.
| Personendaten    | Personendaten                                                                                          |
| ---------------- | --- |
| NAME             | Zahnke, Gustav                                                                                         |
| KURZBESCHREIBUNG | deutscher Schlosser und aktiv im kommunistischen Widerstand gegen den aufkommenden Nationalsozialismus |
| GEBURTSDATUM     | 14. März 1908                                                                                          |
| GEBURTSORT       | Berlin                                                                                                 |
| STERBEDATUM      | 25. April 1930                                                                                         |
| STERBEORT        | Leipzig                                                                                                |